# Caudal
La comarca del Caudal è una delle otto comarche  delle Asturie.

## Composizione
Si compone di 3 comuni:
- Aller
- Lena
- Mieres del Camino